# Список глав Актобе
Аки́м Акто́бе (каз. Ақтөбе қаласының әкімі) — высшая руководящая должность в администрации города Актобе. Аким Актобе назначается акимом Актюбинской области согласно закону Республики Казахстан от 23 января 2001 года «О местном государственном управлении и самоуправлении в Республике Казахстан». С 26 июня 2023 года акимом города является Азамат Бауыржанович Бекет.
В советские времена главой города был председатель городского исполнительного комитета (каз. қалалық атқарушы комитеттің төрағасы). После распада СССР и до 1996 года Актюбинск возглавляли главы администрации города (каз. әкімшілік басқарушысы). Затем была введена должность акима, а администрацию стали называть акиматом.

## Список первых секретарей горкома КПСС Актюбинска
1. Гизатулин, Мансур Каримович ~(1967—1971)
2. Турмагамбетов, Петр Туменбаевич ~(1975—1980)
3. Джанжаркенов, Заир Косаевич (1980—1985)

## Список председателей исполкома Актюбинска
| Ф. И. О.                                    | годы председательства  | происхождение    | членство в партии |
| ------------------------------------------- | ---------------------- | ---------------- | ----------------- |
| Зинченко, Василий Филиппович                | 08.01.18 — 19.01.18    | Из рабочих       | с 1905            |
| Скулкин, Андрей Яковлевич                   | 19.01.18 — 03.02.19 г  | Из рабочих       | с 1918            |
| Степанов, Иван Дмитриевич                   | 07.02.19 — 04.1919 г   | Приказчик        | с 1918            |
| Бондаренко, Николай Иванович                | 01.02.19 — 10.05.20 г  | Из крестьян      | с 1918            |
| Колесников, Степан Михайлович               | 10.05.20 — 10.07.20 г  | Из крестьян      | с 1918            |
| Шаповалов, Василий Михайлович               | 10.07.20 — 03.21 г     | Фельдшер         | Беспартийный      |
| Турмухамедов, Есенгали                      | 03.1921 — 01.07.21 г   | Из крестьян      | с 1924            |
| Ряхов, Михаил Терентьевич                   | 17.07.21 — 16.10.22 г  | Из крестьян      | с 1918            |
| Мукашев, Тлеужан Мукашевич                  | 24.09.22 — 01.12.23 г  | Из крестьян      | с 1918            |
| Хангиреев, Дарибай Хангиреевич              | 01.12.23 — 24.03.24 г  | Из крестьян      | с 1920            |
| Лекеров, Азимбай Лекерович                  | 24.03. 25 — 06.02.26 г | Из крестьян      | с 1920            |
| Сергеев, Сергей Дмитриевич                  | 19.02.26 — 13.04.26 г  | Из крестьян      | с 1918            |
| Султанбеков, Жагафар (Жагфар) Султанбекович | 13.04.26 — 20.09.26 г  | Из служащих      | с 1924            |
| Тайво, Александр Иванович                   | 30.09.26 — 02.11.26 г  | Из рабочих       | с 1912            |
| Кошкунов, Идрис Кошкунович                  | 02.11.26 — 06.06.28 г  | Из крестьян      | с 1922            |
| Джандосов, Уразгалий (Уразалы)              | 06.06.28 — 04.04.29 г  | Из крестьян      | с 1926            |
| Песков, Михаил Михайлович                   | 04.1929 — 12.1929 г    | Из крестьян      | с 1919            |
| Абдрахманов, Бисенгалий Абдрахманович       | 07.01.30 — 10.03.30 г  | Из служащих      | с 1920            |
| Тулин, Прокофий Никитович                   | 10.03.30 — 20.03. 31 г | Из крестьян      | с 1922            |
| Береговенко, Яков Фомич                     | 20.03.31— 07.1932 г    | Из рабочих       | с 1918            |
| Беличковский, Митрофан Иванович             | 07.1932 — 03.10.1933 г | Из служащих      | с 1926            |
| Белов, Сергей Ильич                         | 03.10.33 — 03.1934 г   | Из крестьян      | с 1929            |
| Царёв, Павел Иванович                       | 03.1934 — 01.05.34 г   | Из рабочих       | с 1920            |
| Егоров, Алексей Андреевич                   | 01.05.34 — 01.04.35 г  | Из рабочих       | с 1919            |
| Мухаметкулов, Ахсан Баисович                | 01.04.35 — 07.1935 г   | Из служащих      | с 1920            |
| Нечитайло, Григорий Васильевич              | 08.1935 — 27.12.39 г   | Из батраков      | с 1929            |
| Урпеков, Дуйсенгали Урпекович               | 27.12.39 — 04.1942 г   | Из рабочих       | с 1927            |
| Дженжелей, Пётр Акимович                    | 08.05.42 — 05.1945 г   | Из крестьян      | с 1932            |
| Алисов, Долдаш                              | 19.06.43 — 08.1943 г   | Из батраков      | с 1931            |
| Кузнецов, Геннадий Фёдорович                | 08.1943 — 03.1945 г    | Из рабочих       | с 1918            |
| Кузнецов, Василий Иванович                  | 15.03.45 — 17.04.46 г  | Из крестьян      | с 1940            |
| Буров, Василий Васильевич                   | 06.08.46 г             | Из крестьян      | с 1926            |
| Емельянов, Василий Фёдорович                | 09.12.47 — 12.1955 г   | Из рабочих       | с 1939            |
| Дронкин, Андрей Тихонович                   | 12.1955 — 07.1962 г    | Из рабочих       | с 1929            |
| Захаров, Виктор Кузьмич                     | 24.07.62 — 27.12.63 г  | Из служащих      | с 1952            |
| Локтев, Николай Иванович                    | 27.01.64 — 13.08.65 г  | Из крестьян      | с 1944            |
| Поскребетьев, Александр Георгиевич          | 17.09.65 — 02.03.73 г  | Из рабочих       | с 1956            |
| Финютин, Владимир Иванович                  | 12.03.73 — 11.03.80 г  | Из крестьян      | с 1952            |
| Лунин, Александр Николаевич                 | 01.1980 — 09.1981 г    | Из рабочих       | с 1969            |
| Холодзинский, Генриг Иванович               | 02.1982 — 24.11. 88 г  | Из рабочих       | с 1971            |
| Лапшин, Сергей Николаевич                   | 24.11.88 — 11.02.92 г  | Из интеллигенции | с 1976            |
| Жаманкулов, Сержан Боранкулович             | 11.02.92 — 30.06.93 г  | Из рабочих       | —                 |
| Абенов, Абдулла Андамасович                 | 01.07.93 — 11.11.96г   | Из рабочих       | —                 |

## Акимы
| №  | Имя                                         | годы работы               | предыдущая должность                                                                                                  | примечания    |
| -- | ------------------------------------------- | ------------------------- | --- | ------------- |
|    | Главы администрации                         |                           | |               |
| 1  | Сержан Жаманкулов Сержан Жаманқұлов         | 11.02.92 — 30.06.93       | |               |
| 2  | Абдулла Абенов Абдулла Әбенов               | 01.07.93 — 15.11.96       | |               |
|    | Акимы                                       |                           | |               |
| 1  | Елеусин Сагиндыков Елеусін Сағындықов       | 15.11.1996 — 21.10.2002   | зам. акима Актюбинской обл.                                                                                           | [ 3 ]         |
| 2  | Каиркожа Елеусизов Қайырқожа Елеусізов      | 04.11.2002 — 14.07.2004   | зам. акима Актюбинской обл.                                                                                           | [ 4 ]         |
| 3  | Серикжан Мукашев Серікжан Мұқашев           | 14.07.2004 — 29.03.2005   | инспектор гос. инспекции управления организационно-контрольной работы и кадровой политики администрации президента РК | [ 5 ]         |
| 4  | Абай Садыков Абай Садықов                   | 29.03.2005 — 01.02.2006   | зам. акима Актюбинской обл.                                                                                           | [ 6 ] [ 7 ]   |
| 5  | Серик Нокин Серік Нокин                     | 01.02.2006—2008           | зам. акима Атырауской обл.                                                                                            | [ 8 ]         |
| 6  | Архимед Мухамбетов Архимед Мұхамбетов       | октябрь 2008 — 22.07.2011 | зам. акима города Актобе                                                                                              | [ 9 ] [ 10 ]  |
| 7  | Нурмухамбет Абдибеков Нұрмұхамбет Әбдібеков | 26.07.2011 — 17.02.2012   | вице-министр индустрии и новых технологий РК                                                                          | [ 11 ]        |
| 8  | Ерхан Умаров Ерхан Омаров                   | 17.02.2012 — 27.10.2015   | зам. акима Актюбинской обл.                                                                                           | [ 1 ]         |
| 9  | Бекбол Сагын Бекбол Сағын                   | 27.10.2015 — 04.07.2016   | аким района «Алматы» города Астана                                                                                    | [ 12 ]        |
| 10 | Ильяс Испанов Ілияс Еспанов                 | 04.07.2016 — 24.06.2019   | руководитель аппарата Верховного Суда Казахстана                                                                      | [ 13 ]        |
| 11 | Мавр Абдуллин                               | 24.06.2019 — 16.03.2020   | 1-й зам. акима Актюбинской обл.                                                                                       | [ 14 ]        |
| 12 | Асхат Шахаров                               | 16.03.2020 — 25.11.2022   | аким Зеленовского района ЗКО                                                                                          | [ 15 ] [ 16 ] |
| 13 | Мурат Журебеков Мұрат Жүребеков             | 04.01.2022–27.6.2023      | первый вице-министр энергетики РК                                                                                     | [ 17 ]        |
| 14 | Азамат Бекет                                | с 27.6.2023               | Аким Хромтауского района                                                                                              | [ 18 ]        |